# Agustín Valverde
Claudio Agustín Valverde Molaro (Maipú, Argentina, 26 de marzo de 2002), es un futbolista argentino que juega actualmente se desempeña como defensa en el Godoy Cruz de la Primera División Argentina.

## Trayectoria
Nació en Maipú(Argentina) el 26 de marzo de 2002, hizo inferiores y reserva en Godoy Cruz de la Primera División de Argentina, estuvo desde pequeño pero no fue hasta 2023 que firmó su primer contrato como profesional y debutando.

### Godoy Cruz
Con un paso por las inferiores y rápidamente reserva, Valverde debutó en 2023 tras su temporada en el Club Deportivo Godoy Cruz y se ganó la titularidad.

## Estadísticas

### Clubes
Actualizado hasta su último partido disputado el 22 de febrero de 2024.
| Club                 | Div.          | Temporada     | Liga  | Liga  | Liga   | Copas nacionales | Copas nacionales | Copas nacionales | Torneos internacionales | Torneos internacionales | Torneos internacionales | Total | Total | Total  |
| Club                 | Div.          | Temporada     | Part. | Goles | Asist. | Part.            | Goles            | Asist.           | Part.                   | Goles                   | Asist.                  | Part. | Goles | Asist. |
| -------------------- | ------------- | ------------- | ----- | ----- | ------ | ---------------- | ---------------- | ---------------- | ----------------------- | ----------------------- | ----------------------- | ----- | ----- | ------ |
| Godoy Cruz Argentina | 1.ª           | 2024          | 10    | 0     | 0      | 0                | 0                | 0                | 0                       | 0                       | 0                       | 10    | 0     | 0      |
| Godoy Cruz Argentina | Total club    | Total club    | 10    | 0     | 0      | 0                | 0                | 0                | 0                       | 0                       | 0                       | 10    | 0     | 0      |
| Total carrera        | Total carrera | Total carrera | 10    | 0     | 0      | 0                | 0                | 0                | 0                       | 0                       | 0                       | 10    | 0     | 0      |
| 1. 2. 3.             |               |               |       |       |        |                  |                  |                  |                         |                         |                         |       |       |        |